# HD 69511
HD 69511，又名CD-35 4401，SAO 199015、HR 3253，是一颗恒星，视星等为6.16，位于銀經253.86，銀緯-0.43，其B1900.0坐标为赤經8h 12m 11.7s，赤緯-35° -0.43′ 45″。